# Tecnologia dell'architettura
Tecnologia dell'architettura è un settore scientifico-disciplinare (SSD ICAR12) istituito in Italia nell'ambito del sistema nazionale di istruzione universitaria.

## Definizione
La declaratoria disciplinare definisce il suo dominio di studio come segue: 
Tale definizione era strumentale in ambito accademico alla definizione di campi di competenza a settori disciplinari simili ma distintiti come l'Architettura tecnica, la Tecnica delle costruzioni e la Produzione edilizia. 
Con il DECRETO 29 luglio 2011 pubblicato sulla Gazzetta Ufficiale del 1º settembre 2011 il Ministero dell'Istruzione dell'Università e della Ricerca istituiva nel 08/C – Macrosettore - DESIGN E PROGETTAZIONE TECNOLOGICA DELL'ARCHITETTURA il settore 08/C1: DESIGN E PROGETTAZIONE TECNOLOGICA DELL'ARCHITETTURA in cui confluiva Il settore scientifico disciplinare ICAR 12 –Tecnologia dell'architettura definendolo:
“ Il settore si interessa dell'attività scientifica e didattico-formativa nei campi della progettazione tecnologica dell'architettura e del design. Nel campo della progettazione tecnologica dell'architettura, i contenuti scientifico-disciplinari riguardano: gli strumenti, i metodi e le tecniche per il progetto di architettura alle diverse scale nonché le tecniche di trasformazione, realizzazione, manutenzione, recupero e gestione dell'ambiente naturale e costruito, con riferimento agli aspetti relativi al progetto tecnologico delle opere di architettura nell'ottica di un approccio esigenziale e prestazionale dei manufatti e beni edilizi; l'ideazione correlata alla concezione costruttiva delle opere; l'innovazione e la sperimentazione tecnologica nell'ottica della sostenibilità sociale, economica e ambientale. I contenuti scientifici comprendono: la storia e la cultura tecnologica della progettazione e della costruzione; lo studio delle tecnologie edilizie e dei sistemi costruttivi nel loro sviluppo storico; lo studio dei materiali naturali ed artificiali; la progettazione e la sperimentazione di materiali, elementi, componenti e sistemi costruttivi; la progettazione ambientale e la progettazione sostenibile degli edifici, compresa la loro efficienza energetica; la gestione del processo progettuale; le tecnologie di progetto, di costruzione e di trasformazione; la manutenzione e la gestione degli edifici; l'innovazione di prodotto e di processo; la valutazione critica delle alternative di progetto; le dinamiche esigenziali, gli aspetti prestazionali ed i controlli della qualità architettonica ed ambientale; la rappresentazione dei problemi con modelli ingegneristici; le sperimentazioni in laboratorio e “in situ” e l'analisi dei dati. Nel campo del design, i contenuti scientifico-disciplinari riguardano teorie, metodi, tecniche e strumenti del progetto di artefatti – materiali e virtuali – con riferimento ai loro caratteri morfologici nelle loro relazioni con: bisogni e comportamenti d'uso degli utenti; caratteri produttivi, costruttivi, prestazionali, di sicurezza e qualità propri dei sistemi industriali; requisiti funzionali, ergonomici e di sostenibilità economica, sociale e ambientale; linguaggi visivi, prassi artistiche, significati estetici e culturali. I contenuti scientifici riguardano lo statuto teorico e storico-critico degli artefatti e le forme proprie del pensiero progettuale come prassi interdisciplinare e momento di sintesi dei molteplici saperi che intervengono nella progettazione degli artefatti nel loro ciclo di vita, nonché come attività di prefigurazione strategica di scenari socio-tecnici e configurazione di nuove soluzioni attraverso l'applicazione e il trasferimento di innovazione tecnologica. Gli ambiti di ricerca e di applicazione riguardano il design del prodotto, della comunicazione, degli interni, della moda e delle loro integrazioni sistemiche. “
Questo ha unificato i settori disciplinari simili ma non eguali perché permane una differenza tra tecnologia dell'architettura e tecnica delle costruzioni che è utile precisare. La differenza ovviamente nasce perché la tecnologia non è uguale alla tecnica e l'architettura non è uguale alla costruzione.
La nascita del lemma tecnologia è databile tra il 1615 e il 1729. Nasce, nella forma inglese di technology con un significato uguale all'italiano tecnica, francese technique e tedesco Tecknik. Nelle lingue europee, tedesche e di altri, esiste una distinzione tra Technik e technologie che è assente in inglese, che di solito si traduce entrambi i termini come "tecnologia". Da qui nasce una ambiguità difficile da chiarire. Letteralmente tecnologia significa “discorso sulla tecnica” e sulla sua definizione hanno scritto molti autori, analizzando tutti gli aspetti filosofici, e sviscerandone significati e problematiche connesse.

## Storia
L'insegnamento delle tecniche necessarie alla formazione dell'architetto, all'atto della fondazione delle Facoltà di architettura (anni Venti), era affidato all'insegnamento di Elementi costruttivi. Questo derivava dalla convinzione che l'opera architettonica nascesse dalla composizione di diversi elementi: d'architettura, costruttivi, stilistici. 
Con la riforma delle facoltà di Architettura degli anni Settanta, per volere di alcuni influenti professori degli insegnamenti di quest'area come Pier Luigi Spadolini, Eduardo Vittoria e Saul Greco, l'insegnamento di Elementi costruttivi diventava Tecnologia dell'Architettura, staccando la disciplina dal raggruppamento di Architettura Tecnica che fino allora accomunava gli insegnamenti delle conoscenze tecniche necessarie alla costruzione edile sia nelle Facoltà di ingegneria sia di architettura.
Questo portò a varie definizioni, un po' tutte discutibili per l'evidente artificiosità della divisione, conclusasi con la declaratoria del 2000 riportata all'inizio della voce.
Con la riforma Gelmini (L.240/2010) si è ritornati alla situazione iniziale di raggruppamento delle discipline per le conoscenze scientifiche necessarie ad una costruzione dell'Architettura e dell'Edilizia (Macro-settore 08-C, settore 08-C1 in particolare).
Può essere più utile, per arrivare alla definizione lessicale del termine, considerare tratte da noti dizionari, di tecnologia, come « lo studio del processo per la trasformazione di materiali in prodotto», e di architettura, come «l'arte e tecnica di progettare e costruire edifici». Questo porta a definire la “tecnologia dell'architettura” come «lo studio dei processi per la trasformazione di materiali in edifici utilizzando l'arte e la tecnica per progettare e costruire un bene edilizio».
Per chiarire questa definizione e precisare il significato della definizione fatta è utile trasformarla in forma grafica costruendo una mappa concettuale usando il metodo codificato da Novak.
Dato però che i prodotti dell'esercizio in Architettura non sono solo gli edifici, ma anche il progetto ed il processo che, nei vari livelli di sviluppo, lo redige e lo materializza, la Tecnologia dell'Architettura, negli anni 70 aveva introdotto tale concetto nel campo di studio facendo riferimento allo scritto di Turin "Building as a process". Gli sviluppi più recenti, dopo una crisi degli studi sul processo, soprattutto visto come realizzativo o tutt'al più manutentivo, evidenzia una tendenza, in accordo con quella internazionale, a studiare la Gestione del Progetto intesa sia come gestione dello sviluppo progettuale (Design Science), sia durante l'intero ciclo di vita delle opere (Life Cycle Thinking). Ciò soprattutto per rispondere alle istanze di integrazione del progetto in riferimento ai requisiti della sostenibilità.
Questa graficizzazione evidenzia che i due processi che si svolgono in parallelo secondo le loro specifiche logiche e che si possono collegare i vari concetti tra loro.
Questa precisazione è fatta per ricordare che nelle moderne società vi sono esigenze da soddisfare, sempre più numerose sia in termini quantitativi che qualitativi, ed hanno una loro complessa struttura organizzativa. Per questo «il problema di progettare e costruire edifici» non si esplica soltanto in operazioni quali quelle riportate nel grafico precedente.
Oggi la progettazione e costruzione di edifici avviene dovendo tenere compresenti molti fattori che chiedono di essere integrati nel processo decisionale. Essi infatti incidono profondamente e contestualmente su una pluralità di aspetti, via via introdotti ad esempio da Direttive Europee, quali ad esempio la tutela dell'ambiente, la minimizzazione del consumo di risorse non rinnovabili, la qualità della vita degli agglomerati urbani,ecc..
Inoltre dal momento che le scelte fatte per realizzare un bene edilizio sono strettamente connesse alle disponibilità finanziarie e correlate a queste, sono da considerare i tempi di realizzazione e l'aspetto economico nelle sue diverse accezioni ed articolazioni, in particolare estense dal semplice investimento iniziale al costo complessivo dell opere, che coinvolgono qualunque iniziativa, sia pubblica che privata.
Questo insieme di fattori rende oggettivamente complesso il sistema che deve da un lato confrontarsi con contesti diversi ed articolati e dall'altro deve strutturarsi in un insieme di normative, procedure e regole, che dovrebbero garantire la qualità del prodotto oppure, in altri termini, la rispondenza alle finalità per le quali è stata programmata la realizzazione di un prodotto.

C'è però da notare che la definizione proposta è sicuramente riduttiva in quanto, per definire la tecnologia, si sono presi a riferimento altri comparti produttivi molto diversi per caratteristiche e dimensione da quello della produzione edilizia; nel contempo la definizione utilizzata per definire l'architettura non tiene conto che nel tempo sono aumentati in modo elevato i fattori che vanno tenuti compresenti al fine di realizzare un prodotto di qualità che risponda appunto ad una serie numerosa ed articolata di esigenze da soddisfare.
Alla luce di quanto argomentato si ritiene che una definizione più aggiornata, comunque solo una definizione – e quindi sintetica- riguardante anche il campo delle competenze disciplinari, possa essere:
La tecnologia dell'architettura è lo studio dei processi e dei sistemi per la programmazione, progettazione, realizzazione, gestione e dismissione dell'ambiente costruito utilizzando metodi e tecniche idonee per progettare, gestire ed edificare l'opera in modo integrato con l'obiettivo di raggiungere la qualità attesa del prodotto e nel rispetto delle articolate esigenze della parti interessate differenti contesti sociali, culturali, ambientali ed economici.

## La tecnologia dell'architettura in altre nazioni
In diversi paesi, prevalentemente di lingua inglese (Gran Bretagna, Irlanda, Svezia, Danimarca, Hong-Kong, Canada, Sudafrica) l'istituzione di una nuova figura professionale l'Architectural technologist, distinta dalla pratica di architettura e di ingegneria edile, ha portato all'istituzione di una disciplina relativa alla progettazione di edifici chiamata Architectural technology.
Le università definiscono la disciplina come La progettazione tecnica e la competenza utilizzata nella applicazione e integrazione di tecnologie di costruzione nel processo di progettazione di edifici oppure L'abilità di analizzare, sintetizzare e valutare i fattori progettuali nelle costruzioni con il fine di produrre soluzioni tecnico-progettuali efficienti e realizzabili in modo da soddisfare i criteri di performance, produzione e appalti

### Gestione del Progetto
- Chiocchio, F.,  Forgues, D., Paradis, D. and Iordanova,I. (2011) Teamwork in integrated design projects: understanding the effects of trust, conflict, and collaboration on performance. Project Management Journal, vol. 42, nº 6. pp. 78-91.
- Esposito M.A. (2010) 2nd ed.(2008) 1st ed. Tecnologie di progetto per il terminal aeroportuale. Firenze: FUP – Firenze University Press, ISBN 978-88-6453-136-6
- Bosi F., Esposito M.A. (2014) Achieving Lean Project Design Delivery, ENERGY, SUSTAINABILITY AND BUILDING INFORMATION MODELING AND MANAGEMENT – Proceedings of the 2014 ISTEA Conference ENERGIA, SOSTENIBILITÀ E DEMATERIALIZZAZIONE OPERATIVA La ricerca scientifica sulla Produzione Edilizia nell'era della digitalizzazione e delle nuove sfide ambientali nel Settore delle Costruzioni, Bari, 10-11 luglio 2014, Maggioli Editore, Milano, ISBN 978-88-916043-6-1
- Bosi F., Esposito M.A. (2014) Lean-enabling tools for Airport Terminal Design – Overview of the application of tailored Information Modeling Tools to promote team efficiency, support optioneering and project control, Proceedings in Conference of Informatics and Management Sciences, 3rd International Virtual Conference ICTIC, March 24th-28th, 2014, Zilina, EDIS – Publishing Institution of the University of Zilina, ISBN 978-80-554-0865-1
- Eastman C., Paul, Teicholz P., Sacks R., Liston K. (2012) BIM Handbook: A Guide to Building Information Modelling for Owners, Managers, Designers, Engineers and Contractors, 2nd Edition, John Wiley & Sons, New York, 648 pp.
- Emmitt, S. , Sander, D. & Christoffersen, A.K. (2004) Implementing Value Through Lean Design Management In:, Bertelsen, S. & Formoso, C.T., 12th Annual Conference of the International Group for Lean Construction. Helsingør, Denmark, 3-5 Aug 2004.
- Esposito M.A. (2010) 2nd ed.(2008) 1st ed. Tecnologie di progetto per il terminal aeroportuale. Firenze: FUP – Firenze University Press, ISBN 978-88-6453-136-6
- Esposito M.A., Macchi I. (2012) Low carbon airport projects development using the design gap risk threshold approach, International Journal of Design Sciences and Technology, 19:1, p. 45-62
- Esposito M. A., Macchi I. (2009) Communication in design, results of a field research, ITcon Vol. 14, Special Issue Next Generation Construction IT: Technology Foresight, Future Studies, Roadmapping, and Scenario Planning , pg. 328-352, http://www.itcon.org/2009/22
- Esposito M.A.  (2007) Tecnologie di progetto e comunicazione. Note per una esplicitazione tematica. In: A. SONSINI a CURA DI. Interazione e mobilità per la ricerca. Materiali del II Seminario OSDOTTA. p. 71-83, Firenze:FUP – FLORENCE UNIVERSITY PRESS, ISBN 978-88-8453-628-0
- Esposito M.A. (1996) GIS per la gestione degli edifici scolastici, Franco Angeli, Milano
- Esposito M.A., Haastrup P., Boehner C. (1996) A Case Study of Florence on the Use of Geographic Information Systems and Remote Sensing for Urban Environmental Management.
- Forgues, D. & Chiocchio, F. (2014) Crossing disciplinary boundaries in building integrated design using collective objects. International Journal of Interdisciplinary Studies in Communication, vol. 7, nº 4. pp. 1-12
- Forgues, D., Lejeune, A.. (2011) Breaking socio-cognitive barriers to value generation in integrated teams. Journal of Civil Engineering and Architecture, vol. 5, nº April
- Reid E., Capire gli edifici. Un approccio multidisciplinare, Zanichelli, Bologna 1990

### Processo edilizio
- Sinopoli N., La tecnologia invisibile, Franco Angeli, Milano 2004
- Zaffagnini M., Manuale di progettazione edilizia, volume 6, Hoepli, Milano 1992

### Produzione: sistemi, componenti, materiali edilizi
- Allen E., I fondamenti del costruire, Mc Graw-Hill, Milano 1997
- Gordon J., Strutture sotto sforzo, Zanichelli, Bologna, 1991
- Legnante E., Progettare per costruire Maggioli- Rimini 1999
- Picone M., Tecnologia della produzione edilizia. Metodiche industriali e tecnologie operative per i cantieri edili, Utet, Torino 1984
- Salvadori M., Heller R., Le strutture in architettura, Etas 1969
- Torricelli M. C. et al.,Materiali e tecnologie dell'architettura, Laterza, Bari 2001
- Casini M., Tecnologia dell'Architettura, DEI, Roma, 2017

### Sostenibilità in Architettura
- Olgyay V., Progettare con il clima. Un approccio bioclimatico al regionalismo architettonico, Franco Muzzio editore, Padova 1990
- Benedetti C., Manuale di architettura bioclimatica, Maggioli editore, Rimini 1994
- Casini M., Costruire l'ambiente, Edizioni Ambiente, Milano, 2009.
- Giorgio Ceragioli, N.Comoglio Maritano, F.De Filippi, Uscire dal tunnel: tecnologie intermedie o avanzate e l'ibridazione tecnologica per l'habitat nei paesi in via di sviluppo, in Tecnologia, progetto, manutenzione, Milano, FrancoAngeli, 2003.

### Innovazione in Architettura
- Sinopoli N., Tatano V. (a cura di) Sulle tracce dell'innovazione. Tra tecniche e architettura, Franco Angeli, Milano 2002
- Morabito G., Scienza e arte per progettare l'innovazione in architettura, Utet, Torino 2004

### Progettazione industriale
- Munari B., Da cosa nasce cosa, Laterza, Bari 1981

### Recupero Edilizio
- Caterina G., Tecnologia del recupero edilizio, Utet 1989

### Manualistica professionale
- Allen E. (1983), Come funzionano gli edifici, edizioni Dedalo, Bari
- AA.VV. The art of construction, AJ Information library London 1981-82
- Carbonara P., Architettura pratica, Utet 1954
- Zaffagnini M., Manuale di progettazione edilizia, volume 3, Hoepli, Milano 1992
- Neufert E., Enciclopedia pratica per progettare e costruire, Hoepli, Milano 1999
- Ramsey C. G., Sleeper H. R., Architectural Graphic Standards, The American Institute of Architects Paperback New York 1998